# Baracaldesa (manzana)
Baracaldesa es el nombre de una variedad cultivar de manzano (Malus domestica) Esta manzana está cultivada en la colección repositorio de manzanos del CSIC También está cultivada en la colección repositorio de manzanos de Vizcaya Estación de fruticultura de Zalla con la denominación de 'Barakaldotarra'. Es originaria de Vizcaya Comunidad autónoma de País Vasco.

## Sinónimos
- "Manzana Baracaldesa",[8]
- "Baracaldesa Sagarra",[9][10][11]
- "Barakaldotarra".[3]

## Historia
'Baracaldesa' es una variedad de manzana cultivada procedente de la zona de Baracaldo, Vizcaya está considerada incluida en las variedades locales autóctonas muy antiguas, cuyo cultivo se centraba en comarcas muy definidas. Se caracterizaban por su buena adaptación a sus ecosistemas y podrían tener interés genético en virtud de su adaptación. Estas se podían clasificar en dos subgrupos: de mesa y de sidra (aunque algunas tenían aptitud mixta).
'Baracaldesa' es una variedad mixta, clasificada como de mesa, también se utiliza en la elaboración de sidra; difundido su cultivo en el pasado por los viveros comerciales y cuyo cultivo en la actualidad se ha incrementado en su uso para elaboración de sidra.

## Características
El manzano de la variedad 'Baracaldesa' tiene un vigor medio; florece a inicios de mayo; tubo del cáliz estrecho alargado, a veces comunicado con el eje del corazón, y con los estambres situados por debajo de la mitad.
La variedad de manzana 'Baracaldesa' tiene un fruto de tamaño mediano a pequeño; forma tronco-cónica, voluminosa hacia su base, y con contorno irregular; piel fina; con color de fondo amarillo verdoso recubierto de pruina grisácea, sin chapa o levemente iniciada, acusa punteado abundante y vistoso; desde la cavidad del pedúnculo y hasta la mitad del fruto son puntos alargados y espaciados y hasta el ojo van aumentando en densidad y se entremezclan con otros pequeños ruginosos aureolados de color blanco gris, y una sensibilidad al "russeting" (pardeamiento áspero superficial que presentan algunas variedades) medio; pedúnculo corto, hundido en su cavidad y rozando los bordes, leñoso, lanoso, con o sin brácteas en el extremo, recto o marcadamente inclinado rozando el lateral, anchura de la cavidad peduncular es amplia o media, profundidad de la cavidad pedúncular es profunda, bordes ondulados e irregulares, globosos o suavemente aplastados, la cavidad está recubierta de ruginosidad entremezclada con tono verdoso y pruina gris, con puntos blanco azulados, y con importancia del "russeting" en cavidad peduncular fuerte; anchura de la cavidad calicina estrecha, profundidad de la cav. calicina profunda o poco profunda, pero de cubeta marcada, bordes suavemente ondulados, rebajados de un lado más o menos notablemente, y de la importancia del "russeting" en cavidad calicina débil; ojo medianamente pequeño, cerrado o entreabierto; sépalos compactos en su base, erguidos, convergentes hasta su mitad en que las puntas se vuelven hacia fuera dejando asomar los estambres con sus anteras.
Carne de color blanco crema amarillenta; textura jugosa y tierna; sabor característico de la variedad, algo dulzón, al mismo tiempo
tenuemente perfumado; corazón pequeño bulbiforme; eje abierto o entre abierto; celdas reniformes; semillas medianas y algo globosas.
La manzana 'Baracaldesa' tiene una época de maduración y recolección tardía en el otoño-invierno, se recolecta desde mediados de octubre hasta mediados de noviembre, madura durante el invierno aguanta varios meses más. Tiene uso mixto pues se usa como manzana de mesa fresca, y también como manzana para elaboración de sidra, y como manzanas de reserva genética en repositorios.